# Кубок африканських націй 1974
Кубок африканських націй 1974 року — 9-та континентальна футбольна першість, організована Африканською конфедерацією футболу. Змагання проходили з 1 по 14 березня 1974 року в Єгипті. Всього було зіграно 17 матчів, в яких забито 54 м'ячі (в середньому 3,18 м’яча за матч). Збірна Заїру вперше стала чемпіоном Африки, подолавши в повторному фінальному матчі збірну Замбії з рахунком 2:0 (перший матч закінчився внічию 2:2, і для визначення чемпіона єдиний раз в історії Кубків Африки був влаштований повторний матч).

## Учасники
За результатами кваліфікації місце у фінальному розіграші здобули такі команди (число в дужках показує вкотре команда брала участь у фінальному турнірі африканської першості):
- Єгипет (6) — кваліфікований автоматично як господар.
- Заїр (5)
- Кот-д'Івуар (4)
- Уганда (3)
- Гвінея (2)
- Конго (2) — кваліфікована автоматично як чинний чемпіон.
- Замбія (1)
- Маврикій (1)

## Груповий етап

### Група A
|             |   |   |   |   |    |    |   |
| Команда     | І | В | Н | П | МЗ | МП | О |
| Єгипет      | 3 | 3 | 0 | 0 | 7  | 2  | 6 |
| Замбія      | 3 | 2 | 0 | 1 | 3  | 3  | 4 |
| Уганда      | 3 | 0 | 1 | 2 | 3  | 5  | 1 |
| Кот-д'Івуар | 3 | 0 | 1 | 2 | 2  | 5  | 1 |
|             |   |   |   |   |    |    |   |

| Результати     |                  |             |           |             |
| Дата           | Місце проведення |             | Результат |             |
| 1 березня 1974 | Каїр             | Єгипет      | 2:1       | Уганда      |
| 2 березня 1974 | Мегалла          | Замбія      | 1:0       | Кот-д'Івуар |
| 4 березня 1974 | Каїр             | Єгипет      | 3:1       | Замбія      |
| 4 березня 1974 | Мегалла          | Кот-д'Івуар | 2:2       | Уганда      |
| 6 березня 1974 | Каїр             | Єгипет      | 2:0       | Кот-д'Івуар |
| 6 березня 1974 | Мегалла          | Замбія      | 1:0       | Уганда      |
|                |                  |             |           |             |

### Група B
|          |   |   |   |   |    |    |   |
| Команда  | І | В | Н | П | МЗ | МП | О |
| Конго    | 3 | 2 | 1 | 0 | 5  | 2  | 5 |
| Заїр     | 3 | 2 | 0 | 1 | 7  | 4  | 4 |
| Гвінея   | 3 | 1 | 1 | 1 | 4  | 4  | 3 |
| Маврикій | 3 | 0 | 0 | 3 | 2  | 8  | 0 |
|          |   |   |   |   |    |    |   |

| Результати     |                  |        |           |          |
| Дата           | Місце проведення |        | Результат |          |
| 3 березня 1974 | Дамангур         | Заїр   | 2:1       | Гвінея   |
| 3 березня 1974 | Александрія      | Конго  | 2:0       | Маврикій |
| 5 березня 1974 | Дамангур         | Гвінея | 2:1       | Маврикій |
| 5 березня 1974 | Александрія      | Конго  | 2:1       | Заїр     |
| 7 березня 1974 | Александрія      | Гвінея | 1:1       | Конго    |
| 7 березня 1974 | Дамангур         | Заїр   | 4:1       | Маврикій |
|                |                  |        |           |          |